# Orazio Amato
Orazio Amato (Anticoli Corrado, 1º maggio 1884 – Roma, 23 ottobre 1952) è stato un pittore e politico italiano.

## Biografia
Trasferitosi a Roma, fu al centro dell'ambiente artistico romano legato al fascismo.
Partecipò alla mostra Novecento organizzata da Margherita Sarfatti nel 1926.
In seguito divenne Presidente del Circolo Artistico Internazionale, poi Segretario del Sindacato Laziale di Belle Arti, alternando incarichi istituzionali a quello di pittore.
Fu eletto deputato alla Camera nella XXIX legislatura e nel 1939 Consigliere della Camera dei Fasci e delle Corporazioni.
Nel 1938 fu direttore dell'Istituto statale d'arte "Paolo Mercuri" di Marino, in provincia di Roma.

## Opere

### Libri
- Il pane, 1931
- A colloquio con le folle, 1939

### Collaborazioni a miscellanee
- Artisti romani ad Anticoli Corrado, in Strenna dei Romanisti, VII, Roma, Tip. Staderini, 1946,  pp. 79-85.

### Nei musei
- MAGI '900 di Pieve di Cento (BO)